# 아문센의 남극점 원정

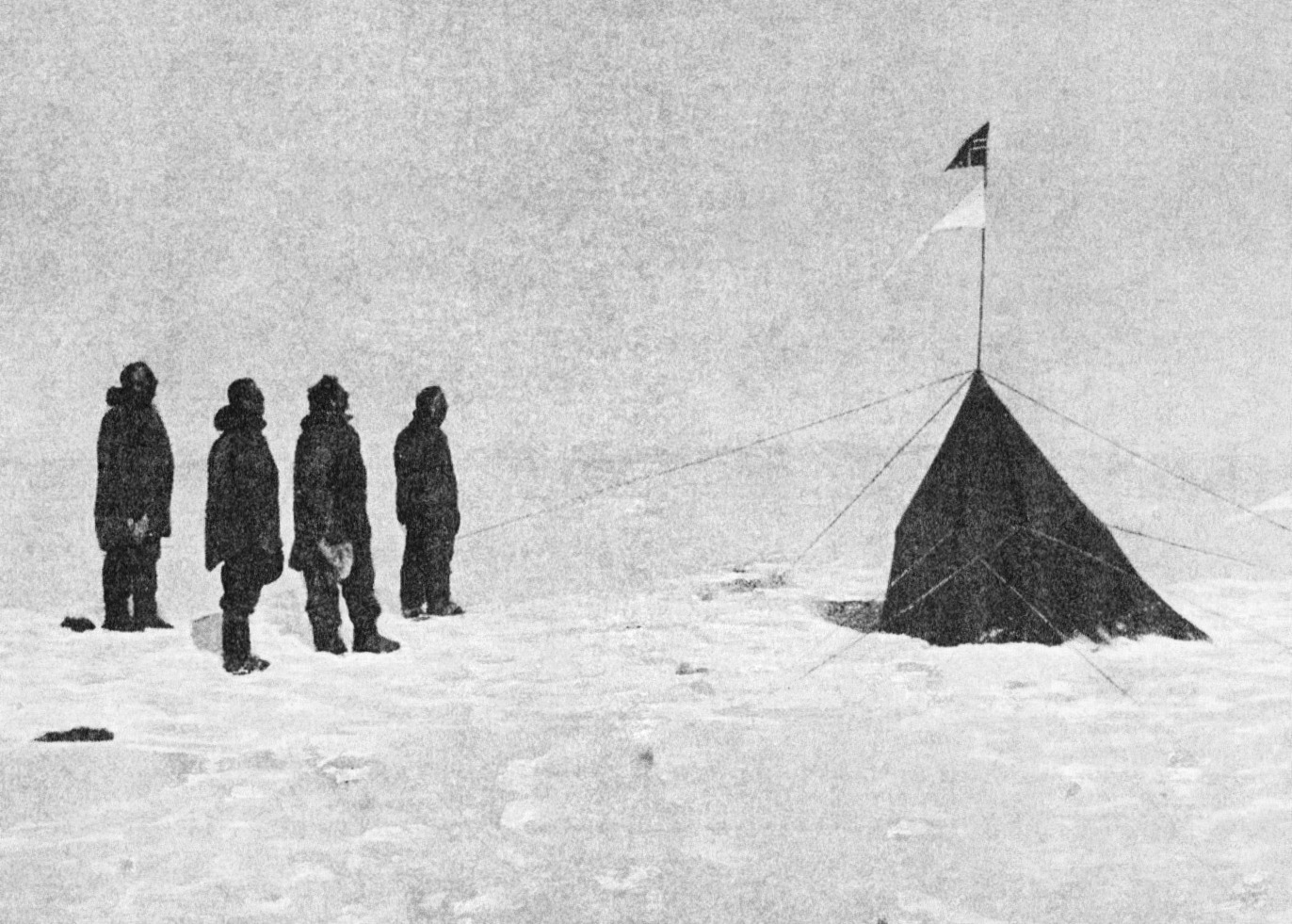
왼쪽에서 오른쪽으로 로알 아문센, 헬메르 한센, 스베레 하셀, 오스카르 비스팅. 1911년 12월 16일 남극에 세워진 텐트인 "Polheim"에 있는 모습으로, 맨 위 깃발은 노르웨이 국기이다.

아문센의 남극점 원정은 1910년대 초에 노르웨이의 탐험가 로알 아문센이 이끌고 지리상의 남극점에 처음 도달한 원정이다. 아문센과 다른 4명의 대원이 1911년 12월 14일에 남극점에 도착했다. 이것은 테라노바 원정의 일부로 로버트 팰컨 스콧이 이끄는 영국 원정대에 5주 앞선 것이었다. 아문센 원정대는 무사히 기지로 돌아갔지만, 스콧과 나머지 4명의 대원이 귀환중에 죽은 것을 나중에 알았다.
아문센의 초기 목표는 얼음에 갇힌 배에서 장기간 서서히 이동하여 북극을 정복하는 것이었다. 그는 프리티오프 난센으로부터 그의 북극 탐험선 '프람(Fram)'을 사용해도 좋다는 허락을 받았고, 대규모 모금을 진행했다. 그러나, 1909년 프레데릭 쿡과 로버트 피어리가 북극 원정을 성공했다고 주장하자, 아문센은 목적지를 남극으로 바꾸기로 결정했다. 그러나, 여론과 모금자들이 반대할지 확실치 않았기에 아문센은 이 계획을 비밀에 부쳤다. 그래서 항해를 시작한 날인 1910년 6월에도 선원들은 자신들에 북극에 가는 줄 알고 있었다. 선원들은 출발하기 직전이 되어서야 목적지가 남극이라는 것을 알게 되었다고 한다.
아문센은 훼일스만(Bay of Whales)에서 기지 '프람하임(Framheim)'을 만들었다.